# Колоніальна медаль (Німецька імперія)
Колоніальна медаль (нім. Kolonial-Denkmünze) — нагорода, заснована імператором Вільгельмом II 13 червня 1912 року для нагородження німецьких військових, які брали участь у боях в німецьких колоніях, окрім учасників придушення Боксерського повстання і війни в Південно-Західній Африці (для них передбачались окремі нагороди — відповідно Китайська медаль і медаль «За кампанію в Південно-Західній Африці»).

## Опис
Кругла бронзова медаль. На аверсі зображений профіль імператора з ініціалами і короною, на реверсі — напис DEN TAPFEREN STREITERN FÜR DEUTSCHLANDS EHRE (Хороброму борцю за честь Німеччини), оточений справа дубовою і зліва лавровою гілками. Над написом — імператорська корона. Медаль носили на лівому боці грудей на білій стрічці з чотирма червоними смугами і чорними краями.
Для медалі передбачались численні планки з позолоченої латуні, які вказували на місце і період участі в бойових діях:
| - Deutsch-Ostafrika 1888/89 - Deutsch-Ostafrika 1889/90 - Deutsch-Ostafrika 1889/91 - Deutsch-Ostafrika 1892 - Deutsch-Ostafrika 1893 - Deutsch-Ostafrika 1894 - Deutsch-Ostafrika 1895 - Deutsch-Ostafrika 1896 - Deutsch-Ostafrika 1897 - Deutsch-Ostafrika 1898 - Deutsch-Ostafrika 1899 - Deutsch-Ostafrika 1900 - Deutsch-Ostafrika 1901 - Deutsch-Ostafrika 1902 - Deutsch-Ostafrika 1903 - Deutsch-Ostafrika 1905/07 - Deutsch-Ostafrika 1911 - Deutsch-Ostafrika 1912 - Südwest-Afrika 1893/95 - Südwest-Afrika 1896 - Südwest-Afrika 1897 - Südwest-Afrika 1897/98 - Südwest-Afrika 1901 - Südwest-Afrika 1903/04 - Kamerun 1884 - Kamerun 1886/91 - Kamerun 1889 - Kamerun 1890 - Kamerun 1891 - Kamerun 1891/94 - Kamerun 1893 - Kamerun 1895/96 - Kamerun 1897 - Kamerun 1898 - Kamerun 1898/99 - Kamerun 1899 - Kamerun 1899/00 - Kamerun 1900 - Kamerun 1900/01 - Kamerun 1901 - Kamerun 1901/02 - Kamerun 1902 - Kamerun 1902/03 - Kamerun 1903 | - Kamerun 1904 - Kamerun 1904/05 - Kamerun 1905 - Kamerun 1906 - Kamerun 1905/07 - Kamerun 1906/07 - Kamerun 1907/08 - Kamerun 1911 - Kamerun 1912 - Samoa 1888 - Venezuela 1902/03 - Ponape 1910/11 - Togo 1894/95 - Togo 1895 - Togo 1896 - Togo 1896/97 - Togo 1897 - Togo 1897/98 - Togo 1898 - Togo 1898/99 - Togo 1899 - Togo 1900 - Togo 1900/01 - Togo 1901 - Togo 1902 - Togo 1903 - Deutsch-Neuguinea 1893 - Deutsch-Neuguinea 1897 - Deutsch-Neuguinea 1899 - Deutsch-Neuguinea 1900 - Deutsch-Neuguinea 1901 - Deutsch-Neuguinea 1902 - Deutsch-Neuguinea 1903 - Deutsch-Neuguinea 1904 - Deutsch-Neuguinea 1905 - Deutsch-Neuguinea 1906 - Deutsch-Neuguinea 1907 - Deutsch-Neuguinea 1908 - Deutsch-Neuguinea 1909 - Deutsch-Neuguinea 1910 - Deutsch-Neuguinea 1911 - Deutsch-Neuguinea 1912 - Deutsch-Neuguinea 1913 - Deutsch-Neuguinea 1913/14 |